# Evanochrysa
Evanochrysa är ett släkte av insekter. Evanochrysa ingår i familjen guldögonsländor.
Kladogram enligt Catalogue of Life:
| Evanochrysa | \| \| Evanochrysa evanescens \| \| \| \| \| \| Evanochrysa infecta \| \| \| \| \| \| Evanochrysa levasseuri \| \| \| \| |
|             | \| \| Evanochrysa evanescens \| \| \| \| \| \| Evanochrysa infecta \| \| \| \| \| \| Evanochrysa levasseuri \| \| \| \| |
|             | Evanochrysa evanescens                                                                                                  |
|             | |
|             | Evanochrysa infecta |
|             | |
|             | Evanochrysa levasseuri                                                                                                  |
|             | |